# Wet van Jante
De wet van Jante (Deens en Noors: janteloven, Zweeds: jantelagen) is een gedragscode bestaande uit tien regels, waarmee de Deens-Noorse schrijver Aksel Sandemose (1899–1965) de in zijn ogen typische bekrompenheid van de Scandinavische mentaliteit beschreef. Oorspronkelijk presenteerde de schrijver deze code als een waarschuwing tegen bepaalde denkpatronen.
Grondgedachte van de wet van Jante is: je mag je kop niet boven het maaiveld uitsteken.
De wet van Jante is een klassiek begrip in de Scandinavische cultuur. Zij wordt nog vaak geciteerd wanneer kritiek wordt geuit op opvattingen, denkbeelden, regels, gewoonten of tradities die zelfontplooiing en hoge prestaties in de weg staan.

## Tien regels

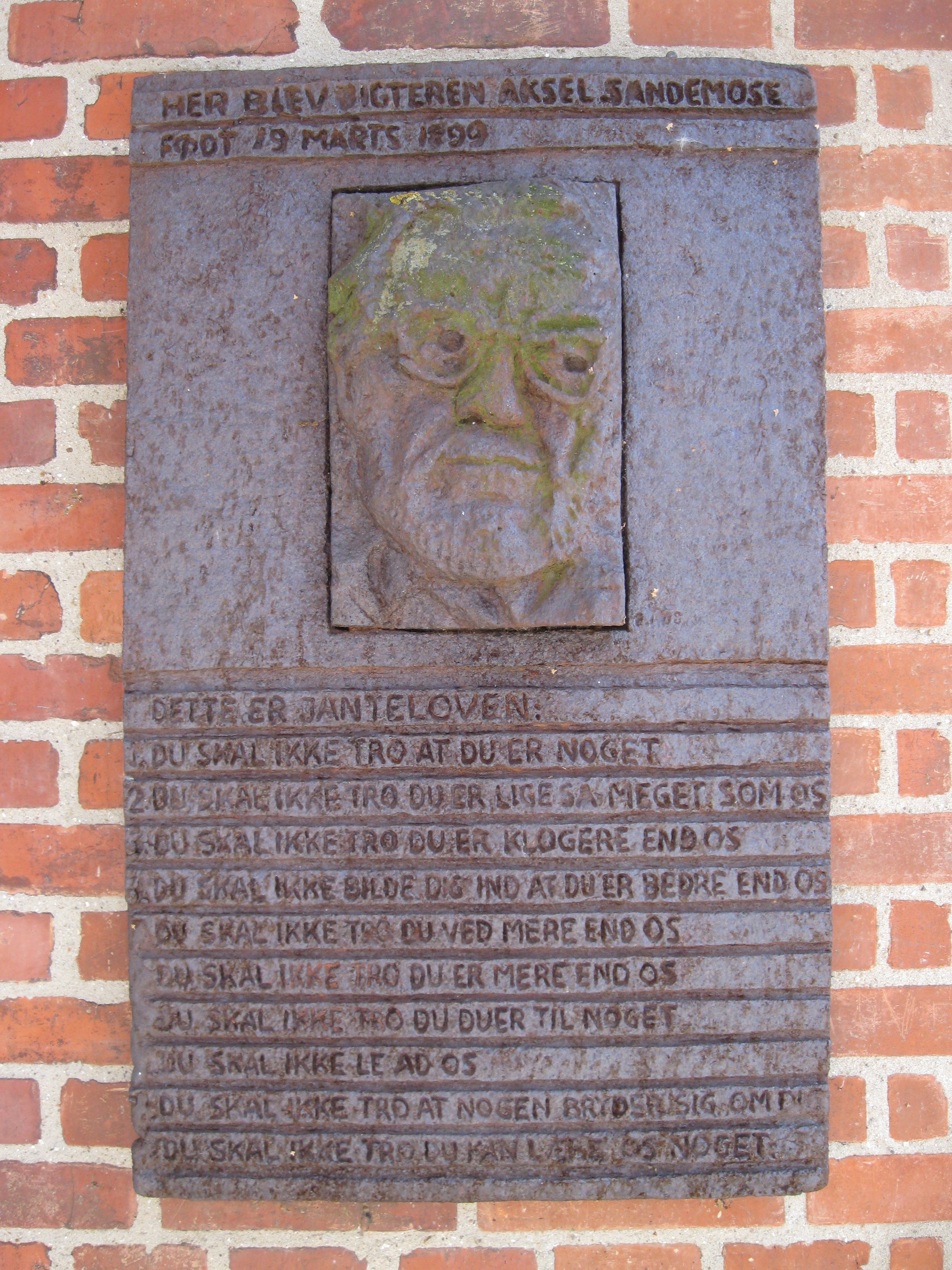
"Dette er Janteloven (Dit is de wet van Jante)", plakkaat aan het geboortehuis van Aksel Sandemose in Nykøbing Mors, Denemarken.

De tien regels zijn allemaal een variatie op hetzelfde thema en worden als een eenheid gezien. De regels zijn:
1. Je moet niet denken dat je speciaal bent.
2. Je moet niet denken dat je gelijk bent aan ons.
3. Je moet niet denken dat je slimmer bent dan wij.
4. Je moet je niet inbeelden dat je beter bent dan wij.
5. Je moet niet denken dat je meer weet dan wij.
6. Je moet niet denken dat je meer bent dan wij.
7. Je moet niet denken dat je deugt.
8. Je moet niet om ons lachen.
9. Je moet niet denken dat iemand om je geeft.
10. Je moet niet denken dat je ons wat kunt leren.

Verderop in het boek: 11. Denk niet dat er iets is wat we niet van je weten.

## Achtergrond
Sandemose kwam uit een arbeidersmilieu en groeide op in het stadje Nykøbing op het eiland Mors in het noordwesten van Denemarken. In dit stadje hing een beklemmende sfeer. Sandemose zag hier hoe de inwoners aan groepsdwang leden. De leden van de arbeidersklasse leefden en gedroegen zich allemaal op dezelfde manier, alsof ze allemaal dezelfde ongeschreven wetten volgden. Ze leefden volgens het principe: "Niemand is speciaal. Probeer niet op te vallen of te doen alsof je op enigerlei wijze beter bent dan anderen."
In 1930 verhuisde Sandemose van Denemarken naar Noorwegen. Hier schreef hij de roman En flygtning krydser sit spor (1933). Daarin beschreef hij het fictieve stadje Jante en zijn inwoners. Zijn geboorteplaats Nykøbing stond model. In  dit boek stelde hij zijn beroemde regels op, geïnspireerd door de inwoners van Nykøbing. Het boek, oorspronkelijk in het Bokmål geschreven, is in 1936 door Greta Baars-Jelgersma in het Nederlands vertaald als Een vluchteling kruist zijn spoor.

## Interpretatie
Tegenwoordig wordt de wet van Jante gezien als een soort kenmerkende gedragscode in Denemarken, Noorwegen, Zweden en in mindere mate ook Finland. De Denen beschouwen de wet samen met hygge ("gezelligheid") als de belangrijkste uitdrukking van hun 'volksaard'. Voor de Zweden is, naast de wet van Jante, ook het begrip lagom ("niet te veel, niet te weinig, precies goed") een belangrijke uitdrukking van de volksaard. Sommige Scandinaviërs beschouwen de regels als iets positiefs, omdat ze uitgaan van gelijkwaardigheid tussen mensen, maar anderen vinden ze te beperkend of beklemmend. Een eenduidige interpretatie van de wet van Jante bestaat niet en de regels zijn nog steeds een onderwerp van discussie. In het Nederlands bestaat een vergelijkbare notie, de maaiveldcultuur.